# Філіп Керр
Філіп Керр (англ. Philip Kerr; 1 січня 1956, Единбург, Шотландія — 23 березня 2018) — британський письменник, відомий у Європі та Америці як автор детективів. Під псевдонімом Ф. Б. Керр він створив серію дитячих книг — «Діти лампи». Лауреат премії Баррі (2010).

## Біографія
Народився письменник 1 січня 1956 року в Единбурзі в сім'ї баптистів. В автобіографія він розповідав, що його мати походить із клану Brodie (один із найдавніших кланів Шотландії).
Після того, як батьки переїхали з Единбурга в Нортгемптон (місто між Бірмінгемом та Лондоном), з 1974 вивчав право в університеті Бірмінгема(де вчився на юриста й закінчив його в 1980-му зі ступенем магістра), а потім вступив до аспірантури у сфері права і філософії, протягом якої він зацікавився впливом романтизму на філософію права.
«Найцікавіша філософія права — німецька,— говорив він — тому, природно, я вирушив до Німеччини, зокрема в Берлін». На цьому етапі він вважав, що це дасть йому достатньо часу, щоб написати те, що завжди бажав (незважаючи або завдяки досвіду читання своїй матері). Він хотів, за його словами, бути Вільямом Бойдом II, подавав заяви до різних університетів, включаючи Лагос, який відповів на його заяву через декілька місяців потому листом, на якому хтось потоптався армійським черевиком 12 розміру, лишивши ідеальний відбиток. Таким чином, письменник лишився в Лондоні, став працювати копірайтером у «Saatchi & Saatchi» та відмовився від мрії про Бойда й замість цього уявляючи себе Мартіном Емісом II.
Після закінчення інституту працював автором текстів також у таких рекламних агентствах і газетах, як «Sunday Times», «Evening Standard» і «New Statesman», проте нічого помітного не досягнув у цій сфері.
Свій перший роман «Березневі фіалки» написав 1989 року, відтоді написав понад 20 творів, з яких 11 романів.
У Філіпа та його дружини, письменниці-романістки Джейн Тінн (Jane Thynne) троє дітей: Вільям, Чарлі та Наомі. Вільям народився в 1993-му, Чарлі в 1996-му й Наомі у 2004 році. Усі вони є шанувальниками футбольного клубу «Арсенал».
Тривалий час Філіп жив у будинку в Вімблдоні. Колись цей дім належав дітям письменниці Джоан Айкен. Крім того, він володів будинком у Корнуоллі. Це колишній будинок парафіяльного священика, збудований 1825 року.
Його улюблені автори: Редьярд Кіплінг, Роберт Льюїс Стівенсон і Джоан Айкен.
Захоплювався грою на гітарі та фортепіано

## Творчість
Свої перші гроші Філіп Керр заробив написанням та здачею в оренду однокласникам порнографічних оповідань. Перший твір «Герцогиня й ромашка» був написаний під впливом «Коханця леді Чаттерлей». Книга лежала на верхній полиці під замком, але Філіп все ж читав її, коли батька не було вдома. «Герцогиню й ромашку» було виявлено в руках одного з однокласників, унаслідок чого ім'я автора було оприлюднено. Батько змусив Філіпа читати оповідання матері вголос як покарання. «Дякуючи Богу, вона вибігла з кімнати після декількох речень,— говорив письменник — але й це дало мені достатнє уявлення про силу слова».
З того часу він полишив порнографію, зробив значну частину своїх досліджень для сюжетів книг у бібліотеці Вінера. Бібліотека була заснована на Девоншир-стріт, де були дуже погані умови(підвал щозими затоплювало). В архіві, збудованому Альфредом Вінером в 1930 році й доставленому до Лондона з Амстердама в 1939 році, розповідається про політичний опір Гітлеру. Також там містяться інтерв'ю емігрантів, котрі тікали він антисемітських погромів.
Незважаючи на понад два десятки написаних творів, найбільше визнання письменнику приніс саме «Берхард Гюнтер».

Дивним є те, що Керр написав три книги доволі швидко — «Березневі Фіалки» в 1989 році, «Блідий злочинець» у 1990 році й «Реквієм по Німеччині» в 1991 році — і зупинився. Сам письменник пояснює це так: 
|  | Я хотів ризикувати, пробувати щось нове. Ось це справжня радість бути письменником. Крім того, провів занадто багато часу над всіма цими речами про нацистів. Це ніби як бути в їх компанії, і після закінчення кожної книги я відчував, що потребую перепочинку |

.
Перша «нова» книга, «Один від одного» (2006), викликала схвалення читачів, проте сам виклад уже дещо змінився, оскільки події відбуваються після війни. У творі Берхард намагається піти слідами евакуації нацистів після падіння їхнього режиму. У п'ятьох «нових» пізніших романах Керр відмовився від хронологічного порядку, і «Фатальна Прага» (2011) повертається назад до 1942 року, до чеського міста під командуванням Рейнгарда Гейдріха.

## Цикли творів

### «Бернхард Гюнтер»/ Bernard Gunther
- «Берлінська ніч»/Berlin Noir:

1. «Березневі фіалки»/March Violets(1989)
2. «Блідий злочинець»/ The Pale Criminal (1990)
3. «Реквієм по Німеччині»/ A German Requiem (1991)

- «Один від одного»/ The One from the Other (2006)
- «Тихе полум'я»/ A Quiet Flame (2008)
- «Якщо мертві не воскресають»/If the Dead Rise Not(2009)
- «Сіре поле» /Field Grey (2010)
- «Фатальна Прага» / Prague Fatale (2011)
- «Людина без дихання»/ A Man Without Breath (2013)

### «Діти лампи» / Children of the Lamp
- «Джинн у полоні Ехнатона»/ The Akhenaten Adventure (2004)
- «Синя джинн Вавилона» / The Blue Djinn of Babylon (2005)
- «Королівська кобра Катманду»/ The Cobra King of Kathmandu (2006)
- «Джинн і воїни-дияволи»/ The Day of the Djinn Warrior (2007)
- «Лісове око» / The Eye of the Forest (2009)
- «П'ять факірів з Файзабаду»/The Five Fakirs Of Faizabad (2010)
- «Грабіжники могили Чингісхана»/The Grave Robbers of Genghis Khan(2011)